# Karine Bénac-Giroux
Karine Bénac-Giroux ou Karine Katia Bénac, née Karine Benachenhou, le 29 mars 1972, est chercheuse-artiste et maîtresse de conférences habilitée à diriger les recherches (qualifiée par les sections 9 et 18 du CNU) en  arts du spectacle (Section 18) à l'Université des Antilles. D'origine réunionnaise par son grand-père maternel (engagé dans le 16e régiment des Tirailleurs sénégalais), elle est issue de l'immigration algérienne par son père, danseur, chorégraphe et professeur de danse.
Elle est spécialiste de recherche-création décoloniale, écriture de plateau, écriture créative, pédagogies alternatives. Elle est poète, nouvelliste, artiste peintre autodidacte, performeuse, metteuse en scène, chorégraphe et interprète de pièces de théâtre et théâtre/danse universitaires conçues à partir d'un point de vue situé : femme, chercheuse au « métissage invisible », vivant aux Antilles.
Elle est également nageuse de compétition médaillée aux Championnats de France des maîtres.
Ses travaux de recherches, qui portaient sur les questions de subjectivité et identité personnelle chez Marivaux et dans la comédie du XVIIIe siècle, se sont orientés dès 2013 vers la poétique de l'altérité, les stéréotypes raciaux et genrés du XVIIIe au XXIe siècle, les représentations des rapports sociaux de sexe dans la littérature postcoloniale et la danse contemporaine en Martinique.
Elle a ouvert depuis 2021, à partir notamment de son expérience de victime de harcèlement moral au travail, un champ de recherche en création autour des violences rencontrées par les femmes dans leur parcours universitaire.

## Biographie
Karine Katia Bénac passe son enfance à La Réunion et son adolescence en Guadeloupe. Elle obtient son baccalauréat en 1989, en Guadeloupe. Elle poursuit ses études en lettres modernes à Toulouse. En 1995, elle agrégée. En 1999, elle soutient son doctorat à l’université de Paris III, sous la direction du professeur René Démoris.
De 2002 à 2007, elle est maître de conférence en Guadeloupe. De 2007 à 2011, elle exerce à l’université de Franche-Comté. En 2010 elle obtient son HDR a l'université de Toulouse 2 Jean-Jaurès, sous le parrainage du professeur Jean-Noël Pascal.
De 2008 à 2011, elle assure la co-direction et co-rédaction de la revue de théâtre Coulisses.
Depuis 2011, Karine Bénac-Giroux est maître de conférence HDR en arts du spectacle à l'université des Antilles.
Chercheuse titulaire du LC2S-UMR 8053, elle devient chercheuse titulaire du LEGS (Université de Paris 8) en 2025.
Formée à la danse, elle ouvre à partir de 2015 un nouveau champ de recherches : stéréotypes raciaux /genrés et représentations des rapports sociaux de sexe dans la danse contemporaine et la performance martiniquaises.
En 2017, elle organise des journées d'études Discriminations raciales et genrées dans la danse contemporaine et la performance martiniquaises auxquelles participent la chorégraphe Agnès Dru, la Cie Art&fact (Jean-Hugues Miredin et Laurent Toudart) et la performeuse Annabel Guérédrat.
De 2013 à 2023 elle co-organise 4 colloques internationaux et 5 journées d'études, la plupart en ligne sur manioc.org. Le colloque DOM et francophonie : femmes intellectuelles et artistes d’expression française, 30 août 2018, université Paris Nanterre, 18e édition du CIRFF, a notamment été subventionné par le Ministère des Outre-Mer ainsi que par la Déléguée Régionale aux droits de la femme et à l'égalité, Josette Augustin. Ce colloque a constitué le fruit d'une collaboration entre universitaires, artistes des DOM et de l'international, et la photographe Anja Beutler.

## Recherche en création et réalité augmentée
Son travail depuis 2013 porte essentiellement sur les héritages coloniaux et leurs enjeux identitaires, politiques, culturels, genrés. Elle crée aussi des performances autour des violences institutionnelles rencontrées par les femmes chercheuses.
- À partir de 2006 en Guadeloupe, puis de 2015 à 2023 elle a conçu et mis en scène 12 pièces de théâtre, danse-théâtre et performances, la plupart en ligne sur manioc.org. En 2019 elle a mis en scène sa pièce[8] parue chez Epiderme Théâtre, 2018, Demain je pars pour Tlemcen[9]. La pièce a été jouée au campus de Schoelcher et à l'université de Haute-Alsace[10],[11].
- Depuis 2019 elle est membre du comité de pilotage du projet de recherche-création international « Matrimoine afro-américano-caribéen », Chaire Interuniversitaire d’Études Caribéennes (AUF – Agence Universitaire de la Francophonie), Axe : Mémoire collective et résilience. Le projet a constitué une plateforme scientifique et pédagogique numérique réunissant des textes, des vidéos, des expositions photographiques en réalité augmentée, des pavillons en réalité virtuelle, des activités pédagogiques sur la notion de matrimoine notamment le Matrimoine afro-américano-caribéen et ses usages dans la production contemporaine. Il est porté par l’École d’Infotronique d’Haïti, dont le directeur est Patrick Attié. Ce projet a été subventionné par l'AUF.

Elle a porté, avec la photographe Anja Beutler (anjabeutler.de) et Patrick Attié, l'exposition en réalité augmentée, Legs et transmissions au féminin, subventionnée par la DAC Martinique, le Ministère des Outre-Mer et le lycée de Bellevue (Fort-de-France). L'exposition a été présentée au lycée de Bellevue et à la BU du campus de Schoelcher, en 2021, accompagnée d'une journée d'études. Une performance conçue par Karine Bénac, interprétée et co-créée par Camélia Gallonde et Nelly Germain, doctorantes en droit public, a été présentée autour d'une photographie en réalité augmentée de Josiane Antourel, chorégraphe et danseuse martiniquaise.

## Pièces et performances en recherche-création
- Pas de deux et d'ailleurs, duo théâtre-danse. Conception et chorégraphie de Karine Bénac. Interprétation et co-création : Karine Bénac et Malika Mian, 2015.
- Histoires de valets, comédie féministe d'après La surprise de la haine de Boissy, Version longue. Conception, réécriture, adaptation, mise en scène de Karine Bénac. Interprétation et co-création : Karine Bénac, Michel Béroard, Artana, Malika Mian, SIlvère Mothmora, 2017.
- Histoires de valets, version courte avec deux divertissements inédits. Conception, mise en scène et chorégraphies de Karine Bénac. Interprétation et co-création : Malika Mian, Silvère Mothmora, 2018.
- Demain je pars pour Tlemcen. Pièce écrite et mise en scène par Karine Bénac. Interprétation et co-création : Julie Collomb-Clerc-Monrapha, Marvin Garcia, Steven Garrigue, Dahina Joseph-Angélique, Morgan Marie-Louise, Morgane Tareau, 2019.
- Matrimoine, femmes noires guerrières et mémoire de l'esclavage, performance conçue et mise en scène par Karine Bénac. Interprétation et co-création : Camélia Gallonde, Nelly Germain (doctorantes en droit public), 2021.
- Des Veuves créoles, comédie-ballet féministe décoloniale ; reenactment/réécriture/adaptation de la première comédie martiniquaise Les Veuves créoles, anonyme, 1768. Conception, réécriture-adaptation, mise en scène et chorégraphie de Karine Bénac. Interprétation et co-création : Jude Davillars, Giovanny Germany, Laura Grandfils, Raphaëlle Ravin, Luisa Zanini-Vargas, 2022. Regard extérieur : Stéphane Mackowiak et Marine Sage. Dramaturges : Julia Prest et Dominique Rogers.
- Ma thèse en 18000 secondes, performance conçue et mise en scène par Karine Bénac. Interprétation et co-création : Morgane Le Guyader (docteure en science politique mention anthropologie) et Marine Sage (réalisatrice). Mise en images : Marine Sage, 2023.
- Le théâtre karibéen : sa troupe, son répertoire, son devenir, seule en scène burlesque sur son expérience de victime de harcèlement moral, conçue et interprété par Karine Bénac, 45'. Regard extérieur: Céline Paringaux, 2022-2023.
- Vers ni sage ni taiseuse, performance conçue et interprétée par Karine Bénac, avec la participation de Pascale Chamerois, Myriam Michard, Céline Paringaux, Marine Sage. Regard extérieur : Céline Paringaux, 15', 2023.
- La résonance des ailes mémorielles. Jean-Pierre Sainton et notre "poétissetoire" dé-coloniale, regard extérieur : Bruno Giroux, 15 décembre 2023, Rare Gallery, Paris 4e, 45'.
- Chanter, sauter, nager : déjouer les stéréotypes sexistes par la recherche-création, co-création et co-interprétation avec Céline Paringaux, 31 mai 2024, Sorbonne Université, 25'.
- Totem est à bout, Performance, Rare Gallery, Paris 4e, 8 août 2024, 20'/ Colloque "Transes, arts et cultures", Campus Condorcet, 14 mars 2025, 35'.
- "Matte" : une pédagogie du doute, Performance. Co-création et interprétation : Marion Jasseron, Ombre Tarragnat, Heta Rundgren, Irène Gimenez, Karine Katia Bénac. Mise en scène : Karine Katia Bénac, Cie Kré-Ambule. Projet de recherche-création porté par Nassira Hedjerassi : "Recherche-création et co-création des savoirs au service des pédagogies féministes subalternatives". Réponse à l'AAP 2024 de l'Université de Paris 8. Label « Sciences et Société ». 25'

## Distinctions et prix
- 2020 : Lauréate de la Fondation pour la mémoire de l'esclavage, rubrique "culture : projet pour des jeunes de 18 à 25 ans", pour son projet de recherche-création Des Veuves créoles, 3 représentations en 2022 en Martinique[14]. Obtention d'un label et d'une subvention de 2000 euros[15].
- 2023 : Finaliste du prix "Le jardin d'Arlequin" pour sa pièce, La Biquette d'El Biar.

## Expositions de peinture
Une exposition personnelle, "A tu et à toile", peinture-poésie, à la Rare Gallery, Paris 4e, du 13 avril au 31 mai 2023. 32 œuvres présentées.

## Publications

### Direction et co-direction de dossiers/d'ouvrages/de revues
- Dossier spécial "Recherche doctorale et droit au bonheur", coordonné par Karine Bénac, Lise Gillot et Morgane Le Guyader, La Revue juridique du Bonheur no 4, dir. Carine David, 2022. [[ présentation en ligne]]
- (en) Jeffrey M. Leichman (éd) et Karine Bénac-Giroux (éd.), Colonialism and slavery in performance : theatre and the eighteenth century, Oxford University Studies of Enlightenment & Liverpool University Press, coll. « French Caribbean », 2021.
- Poétique et politique de l’altérité. Colonialisme, esclavagisme, exotisme, XVIIIe – XXIe siècles, dir. Karine Bénac-Giroux, Classiques Garnier, collection « Rencontres », Série Le Dix-Huitième siècle, no 31, dirigée par Jacques Berchtold et Catriona Seth, novembre 2019, 602 p.
- 2010 : Codirection avec Jean-Noël Pascal d’un numéro spécial de Littératures : « Regards sur la tragédie 1736-1815, histoire, exotisme, politique », Littératures no 62, 2010.
- 2008 à 2011 : Codirection (avec David Ball) de Coulisses, revue des PUFC. no 38, automne 2008 (dossier sur Becket coordonné par A. Bernadet et C. Joubert). no 39 Dossier « Les didascalies », automne 2009. no 40 « Jeux de rappels chez Marivaux », hiver 2010. no 41 « Le dialogue Orient-Occident, ou comment se dépaysent les écritures théâtrales », automne 2010. no 42 « Racine : théâtre et émotion », hiver 2011, avec un inédit de Gaël Octavia, Pater Familias, p. 121-131.

### Ouvrages personnels
- Karine Katia Bénac, Petite soeur petite moi, Le Noeud des Miroirs, 2025, 46 p. (poésie) ISSN 1272-3266
- Karine Bénac, Demain je pars pour Tlemcen, suivi de Chemins d'une contrebandière : femme, beure, chercheure, Epiderme Théâtre, 2018, 92 p. (Théâtre suivi d'un récit de vie).
- Karine Bénac, Télépathie ventrale suivi de Au chevet des corps, Epiderme Funambule, 2018, 94 p. (poésie)
- Karine Bénac, Destouches masques et métamorphoses du moi, Paris, Presses universitaires de Rennes, 2011, 336 p.
- Karine Bénac, Serre-tête et autres fredaines, Saint-Estève, les Presses littéraires, 2011, 39 p. (Avec Hélène Harmat, poésie)
- Karine Bénac, L'inconstance dans la comédie du XVIIIe siècle, Paris, l'Harmattan, 2010, 291 p.
- Karine Bénac, Ariane et moi, Paris, Bénévent, 2009, 108 p. (roman)
- Karine Bénac, Convois, Fajoles, Le Nœud des Miroirs, 2009, 42 p. (poésie)
- Karine Bénac, "Les fausses confidences", Marivaux, Paris, Hatier, 2009, 127 p.
- Karine Bénac, Marivaux, Paris, Ellipses, 1999, 124 p.
- Karine Bénac -Giroux, Le statut du sujet de la parole dans l'œuvre de Marivaux, Thèse publiée en l'état, Presses Universitaires du Septentrion, 1999.

### Textes poétiques parus dans des collectifs.
Trois textes publiés dans la revue Contretemps, 1997.
Deux textes publiés dans la revue Encres vives, 1999.
Un texte publié dans la revue Pris de peur, 2000.
Deux textes publiés dans la revue Décharges, 2001.
Un texte publié dans l’anthologie Poésie en liberté, Liberté de la poésie, Les Dossiers d’Aquitaine, 2010.

### Nouvelles
- La tresse et le chat : conte tiré par les cheveux », Les Lettres Comtoises no 4, ‘Folie, Folies’, décembre 2009, p. 9-16.
- Le mur, Les Lettres Comtoises no 8, « Humeurs », décembre 2013, p. 13-18.
- Le corbeau et le yogi, Les Lettres comtoises, « Rumeurs », 2020, p.19-23.
- Parti pris, Les Lettres comtoises, « Goûts et couleurs », no 16, décembre 2021, p. 13-17.
- Après trois ans..., Les Lettres comtoises, "Lieux", no 18, décembre 2023, p. 7-14.  (ISSN 1620-2635)